# Kimi ni shika kikoenai
Kimi ni shika kikoenai (きみにしか聞こえない?) è una light novel antologica scritta da Otsuichi e pubblicata nel 2001, come raccolta costituita da tre racconti brevi. Tutte e tre le storie che la compongono sono incentrate su amicizie insolite con un sottofondo di tipo soprannaturale.
Nel 2003 ne è stata tratta un'antologia manga scritta e illustrata da Tetsuri Tsusuki: il manga include solamente le prime due storie del romanzo, apportandovi inoltre alcune modifiche nello sviluppo narrativo. I primi due racconti sono infine stati trasposti in pellicole cinematografiche uscite rispettivamente nel 2007 e 2008 ed intitolati Kimi ni shika kikoenai e Kizu, quest'ultimo interpretato da Teppei Koike.

## Trama

### Kimi ni shika kikoenai
Ryo è una ragazza matricola di scuola superiore che ha, per così dire, un problema di tipo comunicativo: tende cioè a prendere le parole della gente in senso letterale. Dopo esser stata più volte ferita nei sentimenti perché ha frainteso quello che voleva dire il prossimo, incomincia ad evitare con forza le persone.
Si crea così un telefono cellulare immaginario, con cui poter finalmente intavolare tutti i discorsi che vuole senza timore di non esser capita: un giorno però, mentre si trova in autobus, ecco che il suo telefonino "inesistente" inizia a squillare veramente. All'altro capo del filo vi è un ragazzo che dice di chiamarsi Shinya. Ryo rimane abbastanza sconvolta dal fatto, non riuscendo davvero proprio a spiegarsi come ciò sia potuto accadere: com'è stato possibile che un telefonino che non esiste nella realtà, inventato esclusivamente da e per lei, possa tutto ad un tratto suonare veramente? Ryo inizia così a cercare il ragazzo che l'ha chiamata, per vedere se è reale o meno, ed entra in contatto con uno studente universitario di nome Yumi, che la istruisce sui modi di comunicazione dei telefonini immaginari.
Shinya e Ryo iniziano a parlare regolarmente attraverso i loro telefoni immaginari, rimanendo costantemente in contatto e sviluppando un rapporto fatto di sincera complicità: attraverso quest'amicizia insperata, la ragazza è in grado un po' alla volta di ritrovare la sua "voce reale" che credeva oramai perduta per sempre, iniziando così ad aprirsi al mondo e agli altri.
Si rendono presto conto che il telefonino immaginario di Shinya è sintonizzato un'ora indietro nel tempo rispetto a quello di Ryo, ed allora i due, parlando da un telefono reale, decidono di incontrarsi; purtroppo però il ragazzo rimane vittima di un incidente stradale cercando di salvare Ryo da un'automobile che la stava per investire e muore in ambulanza. Nel tentativo disperato di salvarlo Ryo lo chiama nel passato dal telefonino immaginario, dicendogli che non vuole più vederlo, anzi che lo ha sempre odiato fin dal primo momento: Shinya però intuisce che qualcosa non va e si fa spiegare cosa è realmente accaduto. Egli, determinato a salvarle la vita ad ogni costo, accetta serenamente il suo destino.
Ryo, al ritorno dal funerale dell'amico, si rende infine conto che Yumi vive a sua volta un'ora nel futuro rispetto a lei.

### Kizu
Il titolo è un gioco di parole, in quanto in giapponese la parola kizu, assonante con kids ("bambini" in inglese) significa "ferite".
Un ragazzo senza nome entra a far parte della classe speciale della scuola, quella riservata agli "adolescenti difficili", dopo aver aggredito un compagno di classe che lo prendeva in giro per la sua bruciatura sulla schiena. Il padre è un uomo violento che regolarmente lo maltratta, e quella bruciatura gli è stata lasciata da un ferro da stiro che l'uomo gli ha lanciato contro.
Dopo che la madre se n'è andata abbandonandolo egli ora vive con gli zii, ma sente che a loro non importa un bel nulla di lui, e ne soffre. Nella sua nuova classe incontra Asato, un ragazzo tranquillo che parla poco e rimane in disparte; egli ha assistito quand'era ancora bambino all'assassinio del padre da parte della madre, la quale subito dopo ha cercato di uccidere anche il figlioletto.
Mentre si trova da solo per strada con Asato al termine delle lezioni, il ragazzo si ferisce: l'amico, avvicinatosi lo tocca ed ecco che ad un tratto la ferita sul suo braccio scompare per trasferirsi in quello di Asato, assieme anche all'emozione causata dalla ferita. Da quel momento i due diventano amici.
Cominciano allora ad esplorare le possibilità e i limiti dei poteri taumaturgici di Asato; dopo che questi ha tolto una sbucciatura dal ginocchio d'un bambino che era caduto giocando, la madre del bimbo per gratitudine li invita a prendere un gelato. All'interno della gelateria incontrano Shiho, una giovane donna che nasconde il viso deturpato dalle cicatrici dietro una mascherina che indossa costantemente.
A seguito di una lite di cui sono testimoni un ragazze rompe un braccio ad un altro con una mazza da baseball; a questo punto Asato, col semplice tocco, trasferisce la ferita dalla vittima al ragazzo che l'ha inferta. Visto ciò, l'amico di Asato vuole trasferire tutte le ferite possibile al proprio violento genitore, che si trova morente in ospedale: ogni qualvolta Asato avesse guarito qualcuno, sarebbe poi dovuto andare immediatamente in ospedale e "scaricare" la ferita sul corpo del padre dell'amico. In questo modo il ragazzo spera di potersi finalmente vendicare di tutti i torti e maltrattamenti subiti da lui durante l'infanzia.
In seguito i due condividono il segreto con Shiho: lei chiede ad Asato di rimuoverle le ustioni dal viso solo per tre giorni, così da poter ricordare cosa si prova a vivere senza il volto nascosto da una maschera. Appena viene guarita però Shiho scappa, trasferendosi in un'altra città: Asato, che ha "ereditato" le cicatrici di Shiho, inizia a cadere in depressione, ché più nessuno ha il coraggio di guardarlo in faccia. L'amico si mette d'accordo per trasferire anche quella ferita sul corpo del padre, ma giunti all'ospedale vengono a sapere che l'uomo è appena morto.
Qui l'amico scopre che in realtà Asato non ha mai trasferito nessuna delle ferite sul corpo del padre, e se le è invece tutte tenute lui. Asato intanto percorre tutti i corridoi dell'ospedale guarendo le persone che incontra e prendendo su di sé i loro mali. L'amico si rende presto conto che il desiderio di Asato è proprio quello di morire, poiché pensa che nessuno lo possa sinceramente amare. Asato viene quindi a sapere di un terribile incidente stradale e si dirige immediatamente sul posto, iniziando a prendere su di sé tutte le ferite delle vittime. L'amico lo raggiunge tentando di fermarlo, e riesce a convincerlo a passargli almeno metà delle ferite, in modo da poter condividere il dolore allo stesso modo.
Devono trascorrere molto tempo ricoverati in ospedale in attesa di guarire, e l'amico giunge alla conclusione che ad Asato è stato concesso un tale potere esclusivamente perché ha un cuore puro, e alla fine gli fa sapere che in lui troverà sempre un amico disposto a condividere le sue ferite e il suo dolore.

### Hana ka
Un giorno un paziente ricoverato in ospedale trova un fiore, il quale ha impresso quello che sembra essere il volto di una ragazza; poco dopo il viso inizia a canticchiare una melodia dolcissima.

## Film
Il film che narra le vicende del primo racconto è uscito nel 2007 e vede come protagonisti Riko Narumi e Keisuke Koide, nei ruoli rispettivamente dei due personaggi principali femminile e maschile. Il film che narra le vicende del secondo racconto è invece uscito nelle sale nel 2008 e i due protagonisti sono Hiroshi Tamaki e Teppei Koike.